# Caritas Europa
Caritas Europa est une confédération catholique européenne d'organisations prestataires de services sociaux, d'aide au développement et d'aide humanitaire. C'est l'une des sept régions de Caritas Internationalis.
Caritas Europa fait référence à la fois au réseau européen avec ses 49 organisations membres, et à son secrétariat basé à Bruxelles en Belgique.

## Histoire
La première Caritas au monde était Caritas Allemagne, établie en 1897. Au cours des décennies suivantes, de nombreuses autres organisations Caritas ont vu le jour dans d'autres pays. Caritas Internationalis, la Confédération mondiale de toutes les organisations Caritas nationales, a été fondée en 1950 à Rome. Ses membres européens ont travaillé ensemble au sein de la « région européenne » informelle de Caritas Internationalis et, à partir de 1966, se sont réunis tous les deux ans. La coopération et la collaboration se sont intensifiées tout au long des années 1970 et 1980, notamment après la création de la Communauté économique européenne (CEE). L'administration de la CEE a insisté pour travailler avec un interlocuteur unique plutôt qu'avec des ONG individuelles. C'est pour cette raison que le réseau Caritas en Europe et d'autres ONG ont créé l'ONG Euronaid en 1980, notamment pour la distribution de l'aide alimentaire par la CEE,.
Dans les années 1980, les organisations Caritas européennes ont reconnu le besoin croissant d’une structure Caritas paneuropéenne. Plutôt que de créer une entité juridique formelle, ils ont choisi de faire collaborer les organisations membres européennes par le biais de consortiums avec des membres variés adaptés à différents domaines de travail. Par exemple, un consortium s’est concentré sur l’aide à la Pologne, tandis qu’un autre a mis en œuvre des programmes en Russie, etc. Ce modèle de collaboration a été entériné lors de son assemblée générale, officiellement appelée « Conférence régionale », des membres européens de Caritas Internationalis à Luxembourg en mai 1985. Ce nouveau modèle de coopération a été baptisé Euro-Caritas et a été supervisé par Caritas Belgique à Bruxelles. Edward de Brandt a été nommé directeur général et a occupé ce poste jusqu'en 1992. Euro-Caritas était principalement une initiative des organisations Caritas basées dans la Communauté économique européenne, le prédécesseur de l'Union européenne.
Parallèlement, entre 1983 et 1991, le nom « Caritas Europa » a été utilisé comme titre provisoire pour la région européenne de Caritas Internationalis. Cette structure a également poursuivi son travail en dehors de la Communauté économique européenne, comme au sein du Conseil de l'Europe.
Après la chute du mur de Berlin et la fin du communisme, de nombreuses nouvelles organisations Caritas ont vu le jour dans les pays d’Europe centrale et orientale. Lors de la conférence régionale de la région européenne de Caritas Internationalis à Vienne, en 1991, Luc Trouillard du Secours catholique (Caritas France) a été élu secrétaire général et William Kenney de Suède a été élu président.
Le 19 juillet 1993, Caritas Europa a été officiellement créée en tant qu'association à but non lucratif de droit belge avec son secrétariat basé à Bruxelles. Jusqu'alors, le secrétariat était situé à Lucerne, dans les locaux de Caritas Suisse. Ce nouveau cadre juridique a consolidé les anciennes structures d'Euro-Caritas et la région européenne de Caritas Internationalis en une entité unifiée. En 2015, le secrétariat de Caritas Europa a déménagé ses bureaux dans le même bâtiment que Caritas International Belgique à Saint-Josse-ten-Noode, Bruxelles.

## Travail

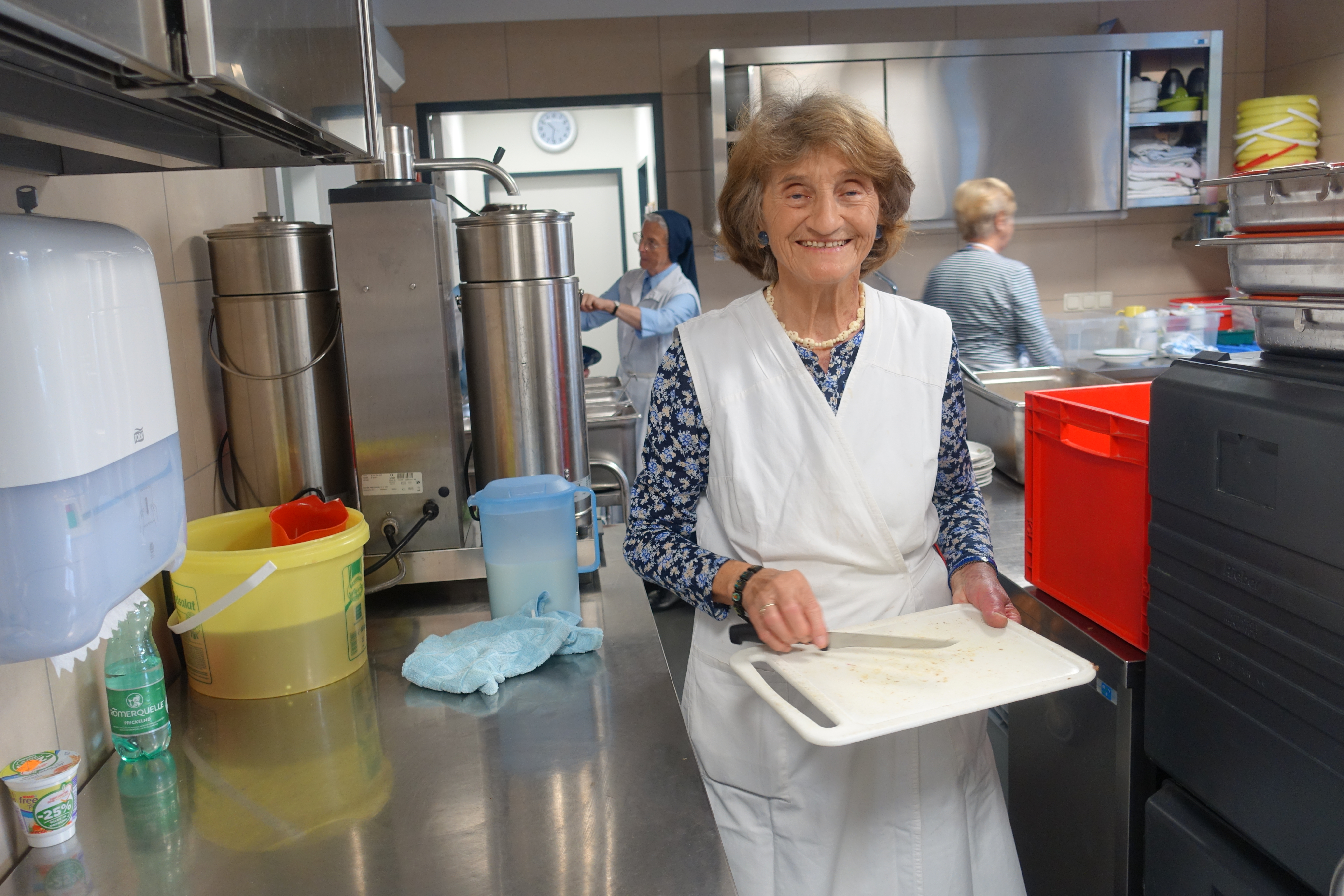
Une volontaire autrichien de Caritas participe à la préparation et à la distribution de nourriture à Graz.

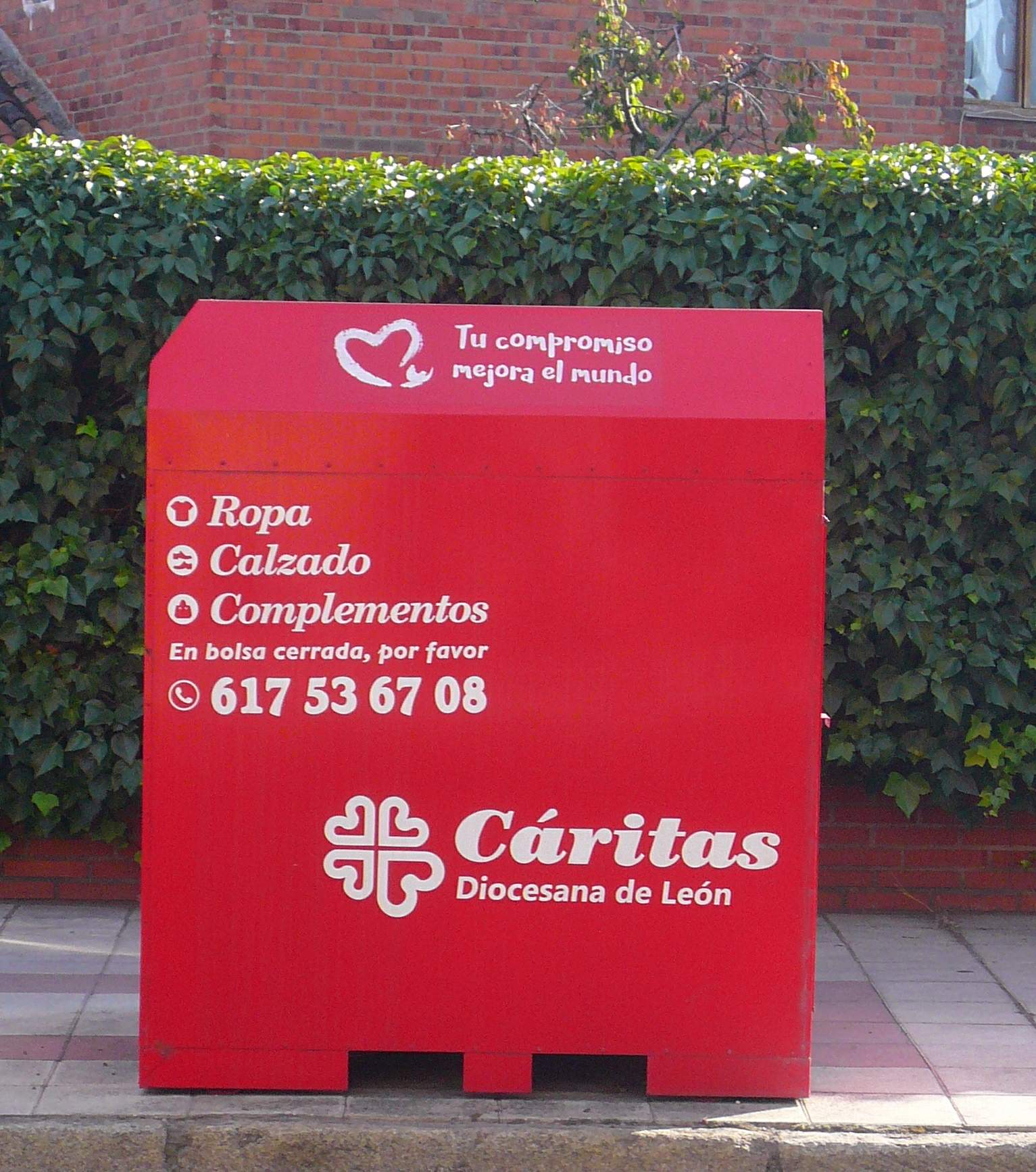
Boîte de collecte de titres de Caritas Espagne à San Andrés del Rabanedo.

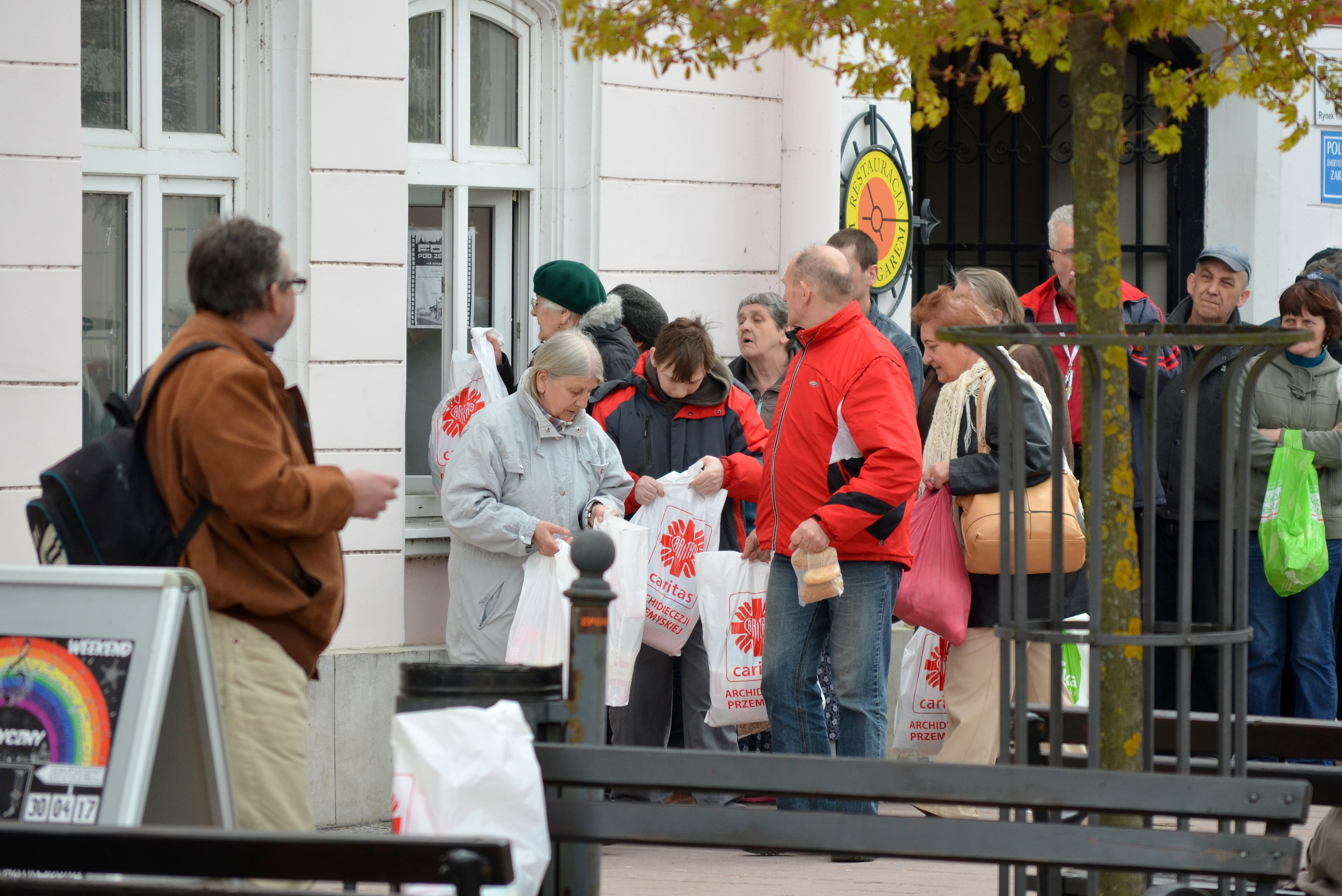
Caritas Pologne distribue des sacs de nourriture à Sanok.

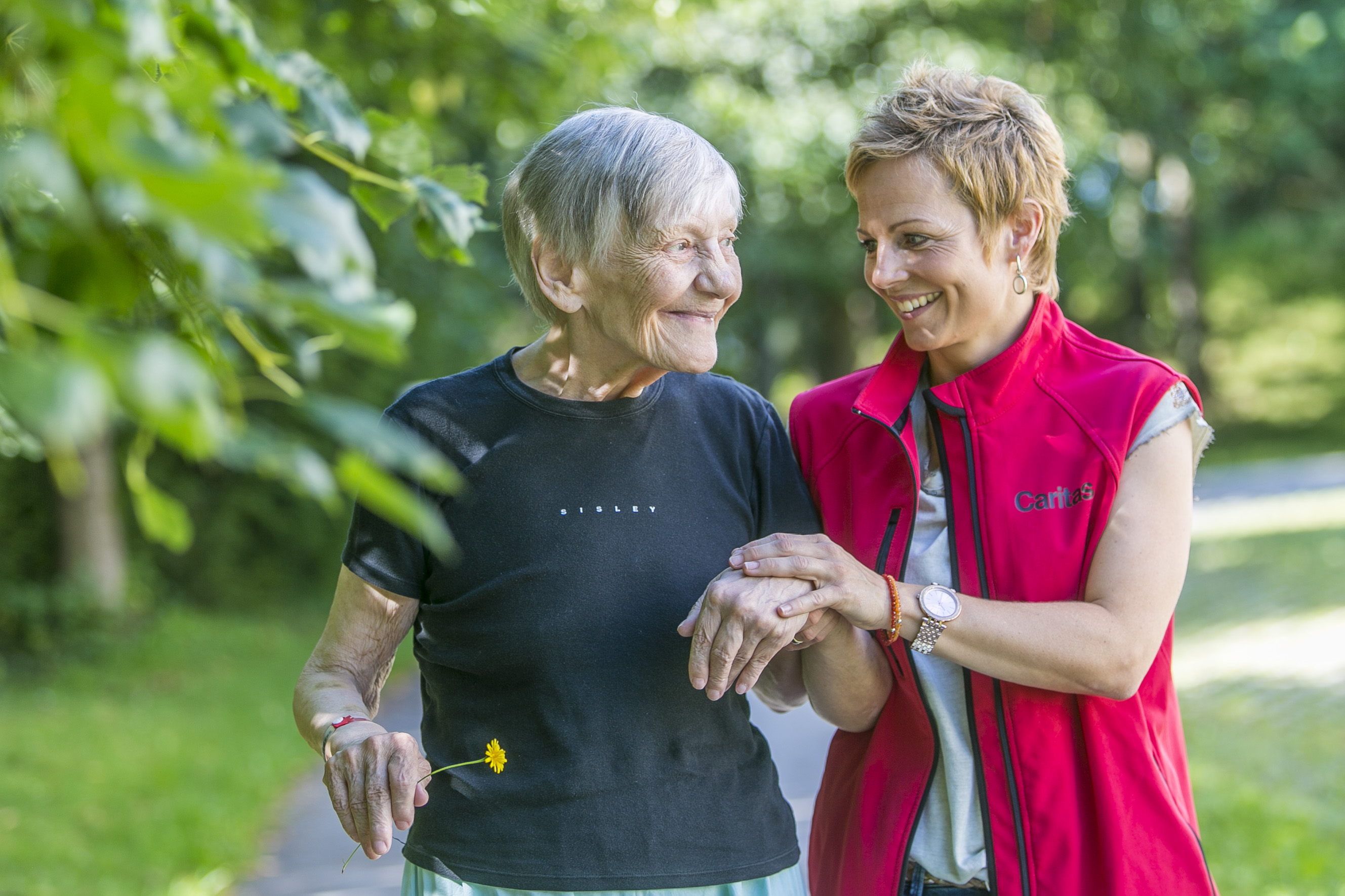
Une employée de Caritas rend visite à une patiente dans le service gériatrique d'un hôpital de Salzbourg en Autriche.

Caritas Europa se compose de 49 organisations membres nationales qui travaillent dans 46 pays européens. Les organisations membres sont actives dans la lutte contre la pauvreté et l'exclusion sociale, en fournissant des services sociaux et sociaux, en traitant des questions de migration et d'asile, en luttant contre la traite des êtres humains, en fournissant une aide humanitaire en Europe et dans le monde, en développant des régions, des programmes et des projets de paix dans le monde. Caritas Europa favorise la coopération et l'apprentissage mutuel entre ses organisations membres et facilite le renforcement des capacités, le plaidoyer conjoint et les projets et programmes communs.
Le secrétariat, dont le siège est à Bruxelles, emploie du personnel engagé dans des activités de plaidoyer ciblant l'Union européenne, le Conseil de l'Europe et leurs États membres respectifs. Ils se concentrent sur les questions politiques concernant la pauvreté, les inégalités sociales, la migration, l'asile, l'aide humanitaire d'urgence et le développement international à l'échelle mondiale.
Caritas Europa est affiliée à une série d'autres plateformes, notamment le réseau européen d'ONG de développement CONCORD, le réseau européen d'ONG humanitaires VOICE, le réseau d'organisations sociales et de soins de santé Social Services Europe, le Conseil européen pour les réfugiés et les exilés (ECRE) et d'autres. Caritas Europa déclare entretenir un « partenariat privilégié » avec le Conseil des conférences épiscopales d'Europe (CCEE), la Commission des épiscopats de l'Union européenne (COMECE) et la CIDSE, une organisation faîtière pour les agences catholiques de développement de Europe et Amérique du Nord.

## Adhésion et membres
Au fil des années, le nombre d’organisations membres n’a cessé d’augmenter. En 2024, Caritas Europa se compose de 49 organisations nationales membres opérant dans 46 pays européens, couvrant tous les États membres de l'Union européenne et du Conseil de l'Europe, ainsi que la Biélorussie, le Kosovo et la Russie.
Dans certains pays, il existe plusieurs organisations membres de Caritas. Par exemple, l'Ukraine a Caritas Ukraine (initiative des évêques gréco-catholiques) et Caritas-Spes (initiative des évêques catholiques romains). Au Royaume-Uni, il existe trois organisations Caritas : CAFOD pour les programmes internationaux et CSAN pour les programmes sociaux nationaux en Angleterre et Pays de Galles, tandis que SCIAF fait office d'organisation Caritas nationale en Écosse. L'Irlande du Nord est couverte par Trócaire, le membre irlandais. Parce que Caritas Europa adhère à la structure de l'Église catholique, Caritas Chypre n'est pas affiliée à Caritas Europa, bien que Chypre soit un État membre de l'Union européenne. Au lieu de cela, Caritas Chypre fait partie d'une autre région au sein de Caritas Internationalis connue sous le nom de Caritas Moyen-Orient et Afrique du Nord (en) (Caritas MONA).
Les organisations Caritas nationales sont membres de Caritas Europa. Dans la plupart des pays, chaque organisation nationale chapeaute diverses organisations Caritas diocésaines. Les groupes Caritas diocésaines et paroissiales opèrent localement mais ne sont pas membres directs de Caritas Europa.
Les activités des membres varient considérablement. Certaines organisations se concentrent uniquement sur la protection sociale nationale (par exemple Caritas Moldavie ou Caritas Monténégro), tandis que d’autres se spécialisent dans le développement international et l’aide humanitaire (par exemple Cordaid CAFOD). Certaines organisations mènent des activités à la fois nationales et internationales (par exemple Caritas Espagne, Caritas Luxembourg, Caritas Pologne).
Certaines organisations membres travaillant à l'international agissent comme des « organisations de partenariat », soutenant des partenaires locaux à l'étranger sans mise en œuvre directe, comme par exemple Caritas Portugal et Caritas Danemark. D'autres, comme Caritas République tchèque et Caritas Suisse, établissent des bureaux dans des pays tiers pour gérer directement des projets humanitaires et de développement,.
Caritas Europa étant l'une des sept régions de Caritas Internationalis, tous les membres de Caritas Europa sont également membres de Caritas Internationalis.

### Liste des organisations membres
| Country                           | Organisations membres (nom en français) | Organisations membres (nom en langue locale)                      | Established |
| --------------------------------- | --------------------------------------- | ----------------------------------------------------------------- | ----------- |
| Albanie                           | Caritas Albanie                         | Caritas Shqiptar                                                  | 1993        |
| Allemagne                         | Caritas Allemagne                       | Deutscher Caritasverband                                          | 1897        |
| Andorre                           | Caritas Andorre                         | Caritas Andorrana                                                 | 1993        |
| Arménie                           | Caritas Arménie                         | Հայկական Կարիտաս                                                  | 1995        |
| Autriche                          | Caritas Autriche                        | Caritas Österreich                                                | 1897        |
| Azerbaïdjan                       | Caritas Azerbaïdjan                     | Karitas Azərbaycanda                                              | ?           |
| Belgique                          | Caritas en Belgique                     | Caritas en Belgique, Caritas in België                            | 1949        |
| Biélorussie                       | Caritas Biélorussie                     | Дабрачыннае каталіцкае таварыства Карытас                         | 1990        |
| Bosnie-Herzégovine                | Caritas Bosnie-Herzégovine              | Caritas Bosne i Hercegovine                                       | 1995        |
| Bulgarie                          | Caritas Bulgarie                        | Каритас България                                                  | 1993        |
| Croatie                           | Caritas Croatie                         | Hrvatski Caritas                                                  | 1992        |
| Danemark                          | Caritas Danemark                        | Caritas Danmark                                                   | 1947        |
| Espagne                           | Caritas Espagne                         | Cáritas Española                                                  | 1947        |
| Estonie                           | Caritas Estonie                         | Caritas Eesti                                                     | 1997        |
| Finlande                          | Caritas Finlande                        | Suomen Caritas                                                    | 1960        |
| France                            | Secours catholique                      | —                                                                 | 1946        |
| Géorgie                           | Caritas Géorgie                         | საქართველოს კარიტასი                                              | 1994        |
| Grèce                             | Caritas Grèce                           | Κάριτας Ελλάς - Caritas Hellas                                    | 1976        |
| Hongrie                           | Caritas Hongrie                         | Katolikus Karitász / Caritas Hungarica                            | 1931        |
| Irlande                           | Trócaire                                | —                                                                 | 1973        |
| Islande                           | Caritas Islande                         | —                                                                 | 1989        |
| Italie                            | Caritas Italie                          | Caritas Italiana                                                  | 1971        |
| Kosovo                            | Caritas Kosovo                          | Caritas Kosova                                                    | 1992        |
| Lettonie                          | Caritas Lettonie                        | Caritas Latvija                                                   | 2004        |
| Lituanie                          | Caritas Lituanie                        | Lietuvos Caritas                                                  | 1926        |
| Luxembourg                        | Caritas Luxembourg                      | —                                                                 | 1932        |
| Macédoine du Nord                 | Caritas Macédoine                       | Makedonski Karitas                                                | 1993        |
| Malte                             | Caritas Malta                           | —                                                                 | 1965        |
| Moldavie                          | Caritas Moldavie                        | —                                                                 | 1995        |
| Monaco                            | Caritas Monaco                          | —                                                                 | 1990        |
| Monténégro                        | Caritas Monténégro                      | Caritas Crne Gore                                                 | 1979        |
| Norvège                           | Caritas Norvège                         | Caritas Norge                                                     | 1952        |
| Pays-Bas                          | Cordaid                                 | —                                                                 | 2000        |
| Pologne                           | Caritas Pologne                         | Caritas Polska                                                    | 1990        |
| Portugal                          | Caritas Portugal                        | Cáritas Portuguesa                                                | 1956        |
| Roumanie                          | Caritas Roumanie                        | Confederația Caritas România                                      | 1994        |
| Russie                            | Caritas Russie                          | Каритас Россия                                                    | 1991        |
| Serbie                            | Caritas Serbie                          | Caritas Srbije                                                    | 1995        |
| Slovaquie                         | Caritas Slovaquie                       | Slovenská katolícka charita                                       | 1927        |
| Slovénie                          | Caritas Slovénie                        | Slovenska karitas                                                 | 1995        |
| Suède                             | Caritas Suède                           | Caritas Sverige                                                   | 1946        |
| Suisse                            | Caritas Suisse                          | Caritas Schweiz, Caritas Suisse, Caritas Svizerra, Caritas Svizra | 1901        |
| Tchéquie                          | Caritas République tchèque              | Charita Česká republika                                           | 1922        |
| Turquie                           | Caritas Turquie                         | Caritas Türkiye                                                   | 1951        |
| Ukraine                           | Caritas Ukraine                         | Карітас України                                                   | 1992        |
| Ukraine                           | Caritas-Spes                            | Карітас-Спес                                                      | 1991        |
| Royaume-Uni: Angleterre-et-Galles | CAFOD                                   | —                                                                 | 1960        |
| Royaume-Uni: Angleterre-et-Galles | Caritas Social Action Network (CSAN)    | —                                                                 | 2003        |
| Royaume-Uni: Écosse               | SCIAF                                   | —                                                                 | 1965        |

## Gouvernance et direction

### Présidents
Le poste de « Président de Caritas Europa » a été créé en 1992, juste avant la création légale du réseau. Avant 1992, le titre officiel était « Vice-président de Caritas Internationalis – Regio Europa ».
- 1961-1965: Jacques de Bourbon Busset
- 1965-1969: Abramo Freschi
- 1969-1972: Leopold Ungar
- 1972-1975: Juan Antonio Masip Pinilla
- 1975-1983: Louis Gaben
- 1983-1991: Fridolin Kissling
- 1991-1999: William Kenney
- 1999-2005: Denis Viénot
- 2005-2007: Cristina Loghin
- 2007-2015: Pr. Erny Gillen
- 2015-2020: Luc Van Looy
- 2020-actuellement: Pr. Michael Landau

### Secrétaires-généraux
- 1983-1991: Walter E. Laetsch
- 1985-1992: Edward de Brandt
- 1991-1995: Luc Trouillard
- 1996-2002: Hermann Icking
- 2002-2010: Marius Wanders
- 2010-2019: Jorge Nuño Mayer
- 2019-actuellement: Maria Nyman

## Photos et vidéos choisies

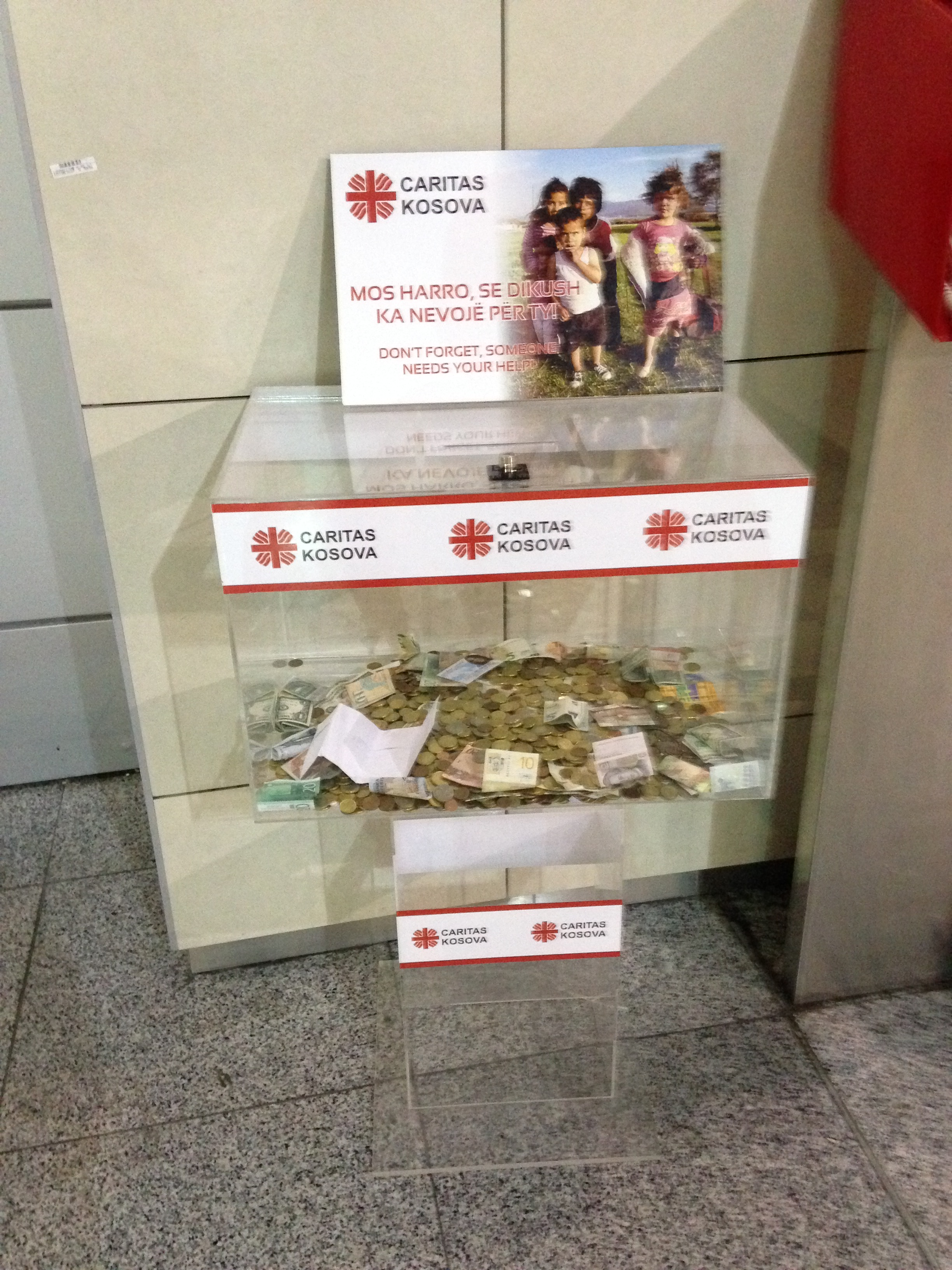
Boîte de dons de Caritas Kosovo à l'aéroport international de Pristina.
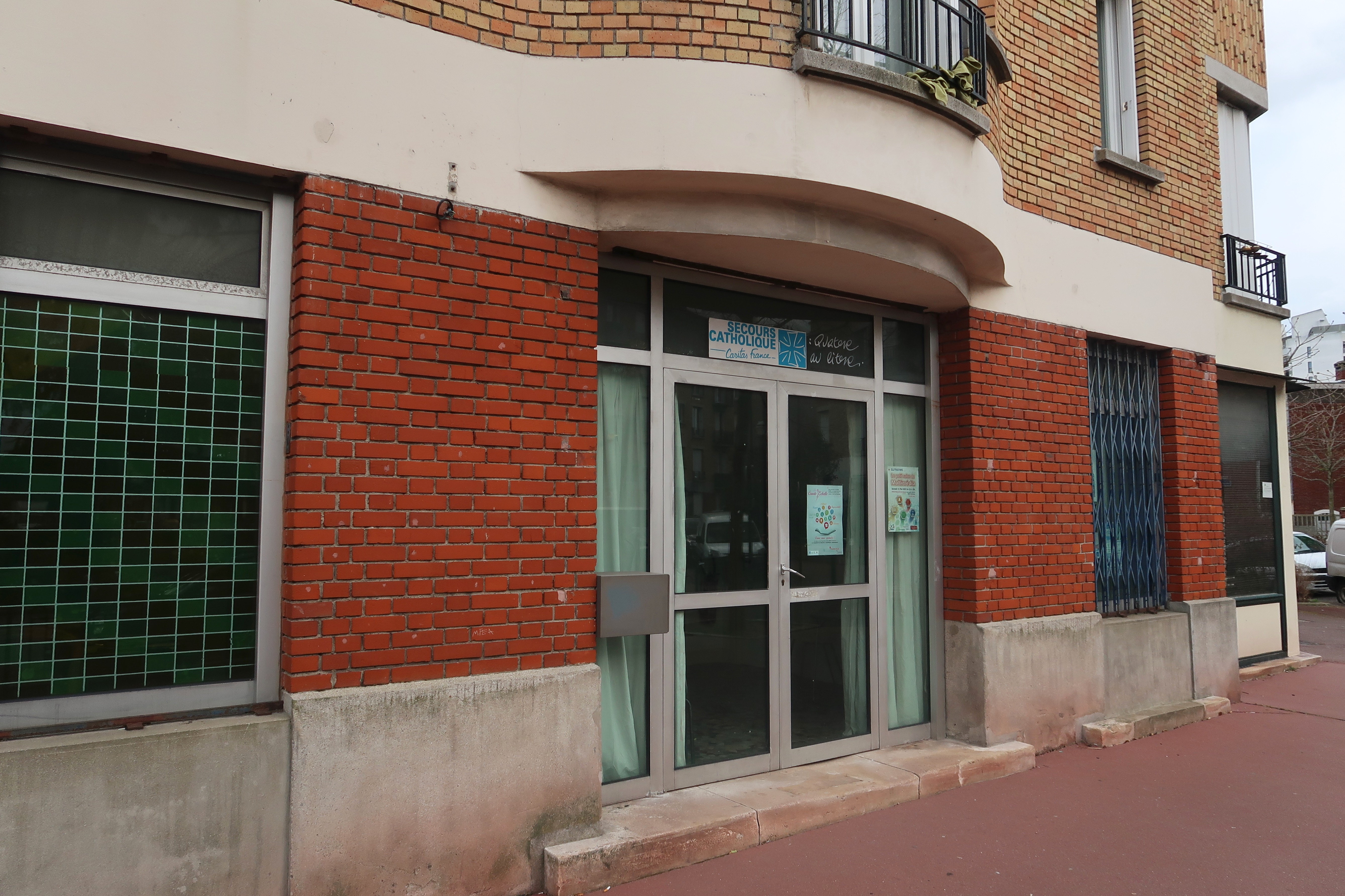
Présence du Secours catholique (Caritas France) à Suresnes.
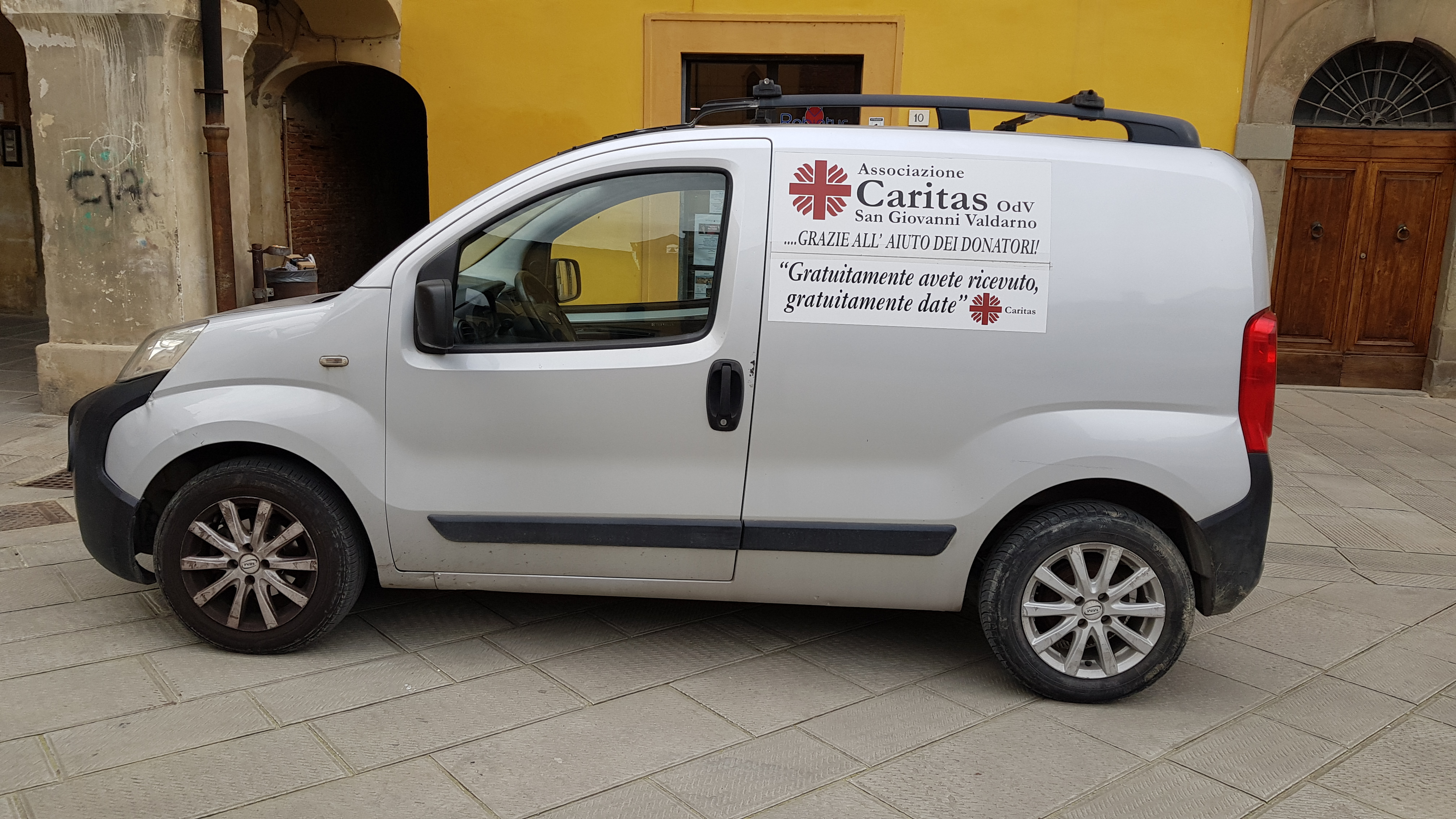
Camionette de la Caritas paroissiale Caritas San Giovanni Valdarno en Italie.
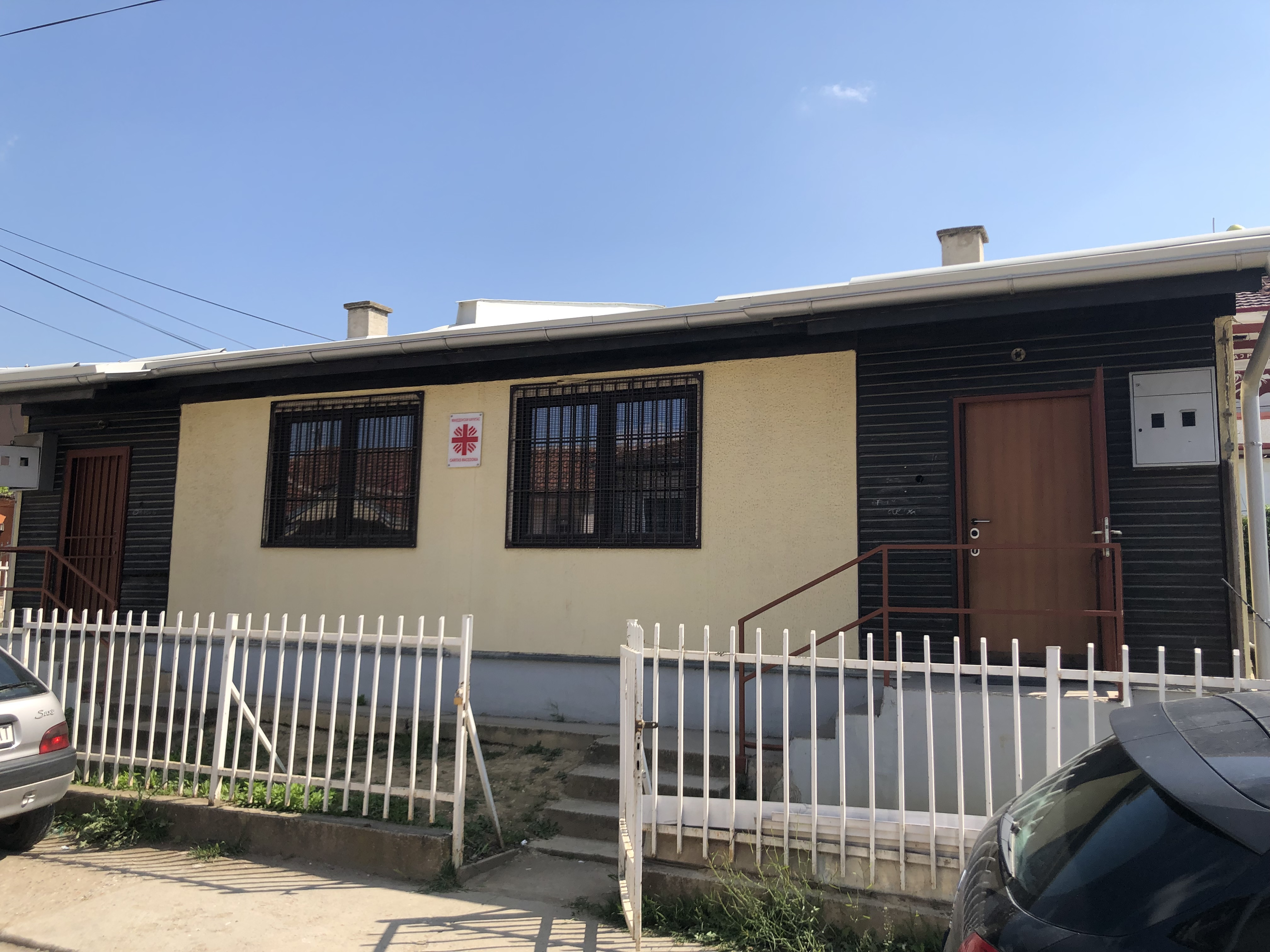
Centre à Šuto Orizari dans lequel Caritas Macédoine propose un soutien scolaire aux enfants roms.
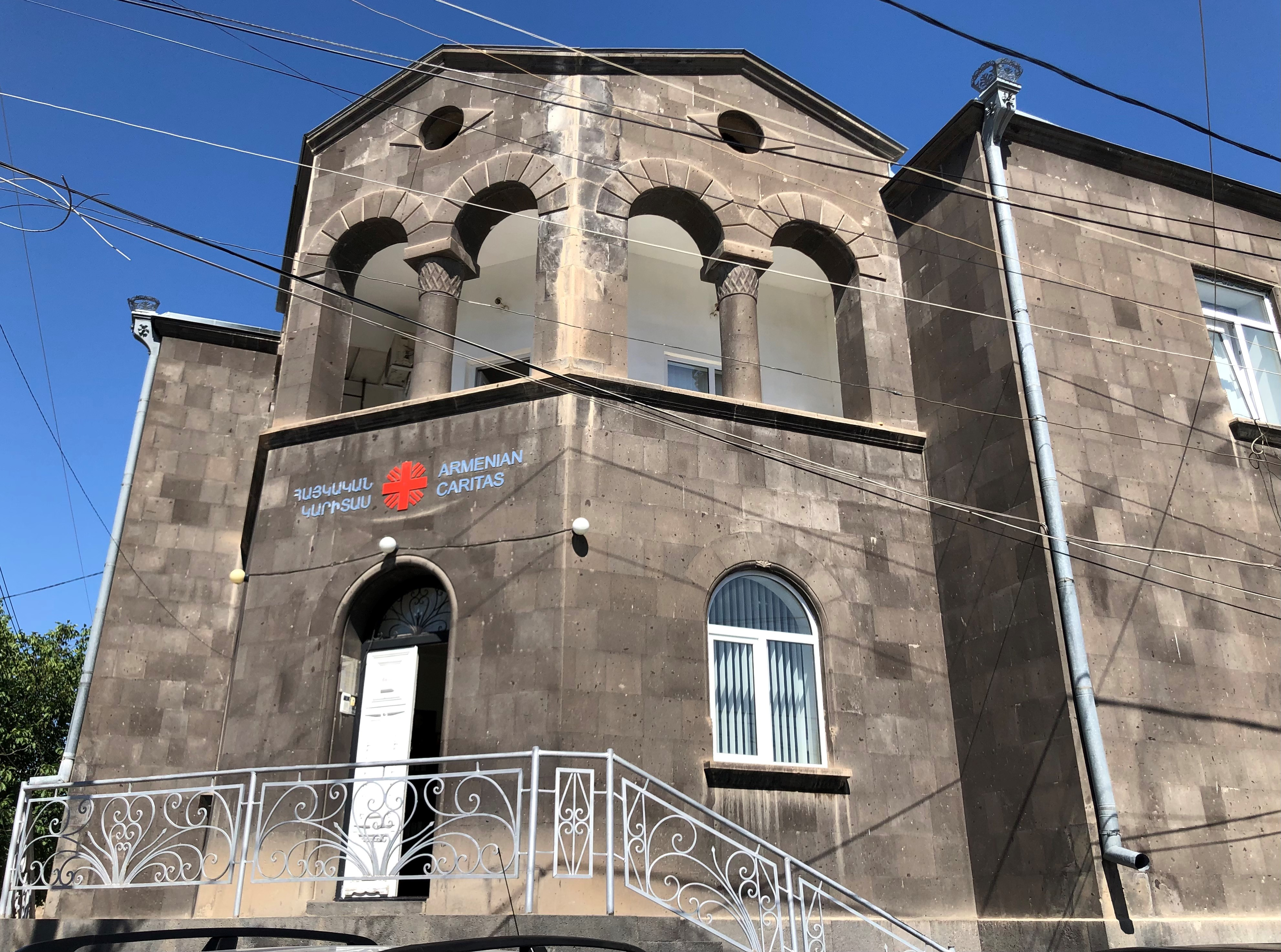
Siège de la Caritas arménienne à Gyumri.
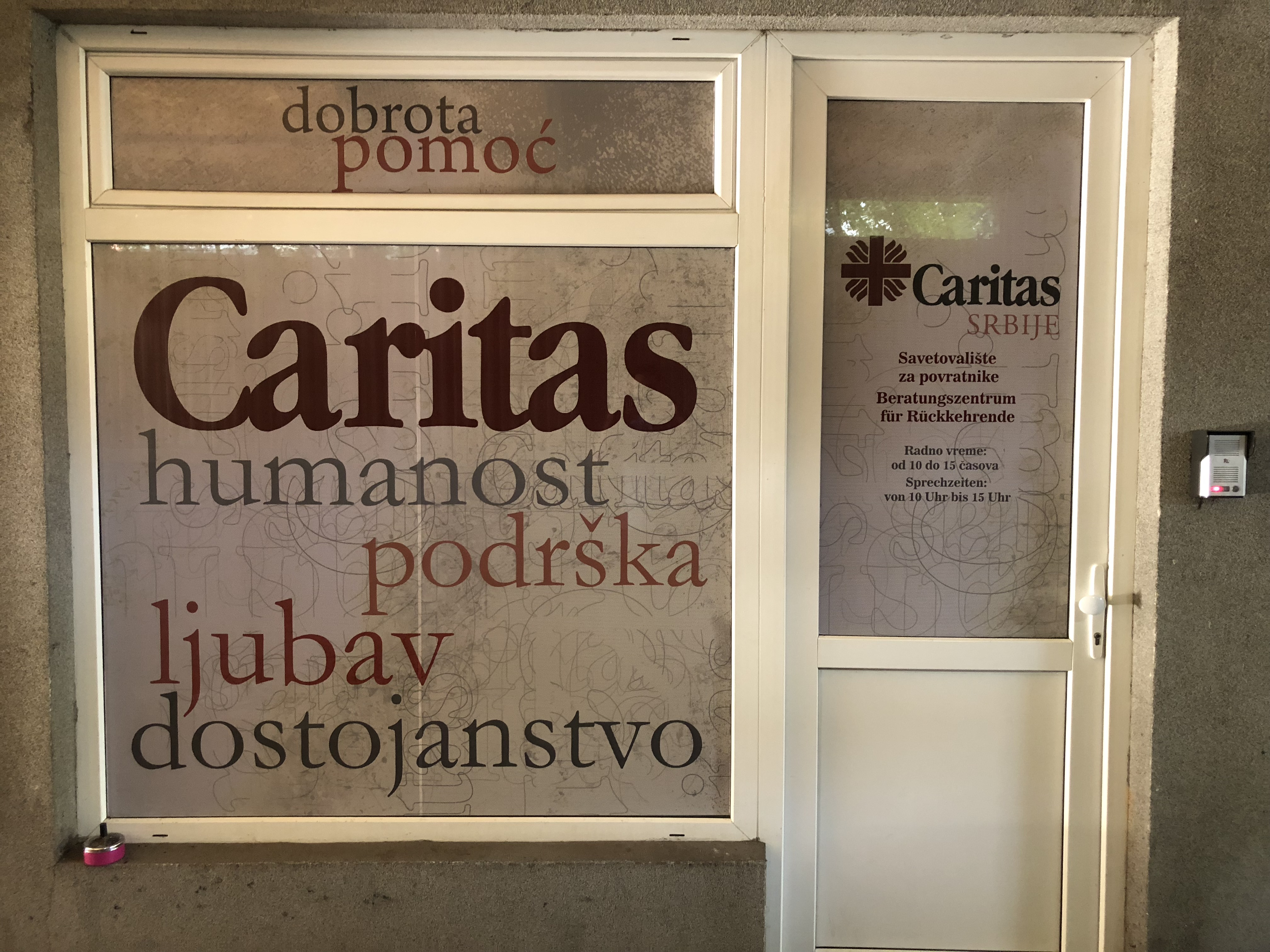
Centre de conseil pour les rapatriés de Caritas Serbie à Belgrade.
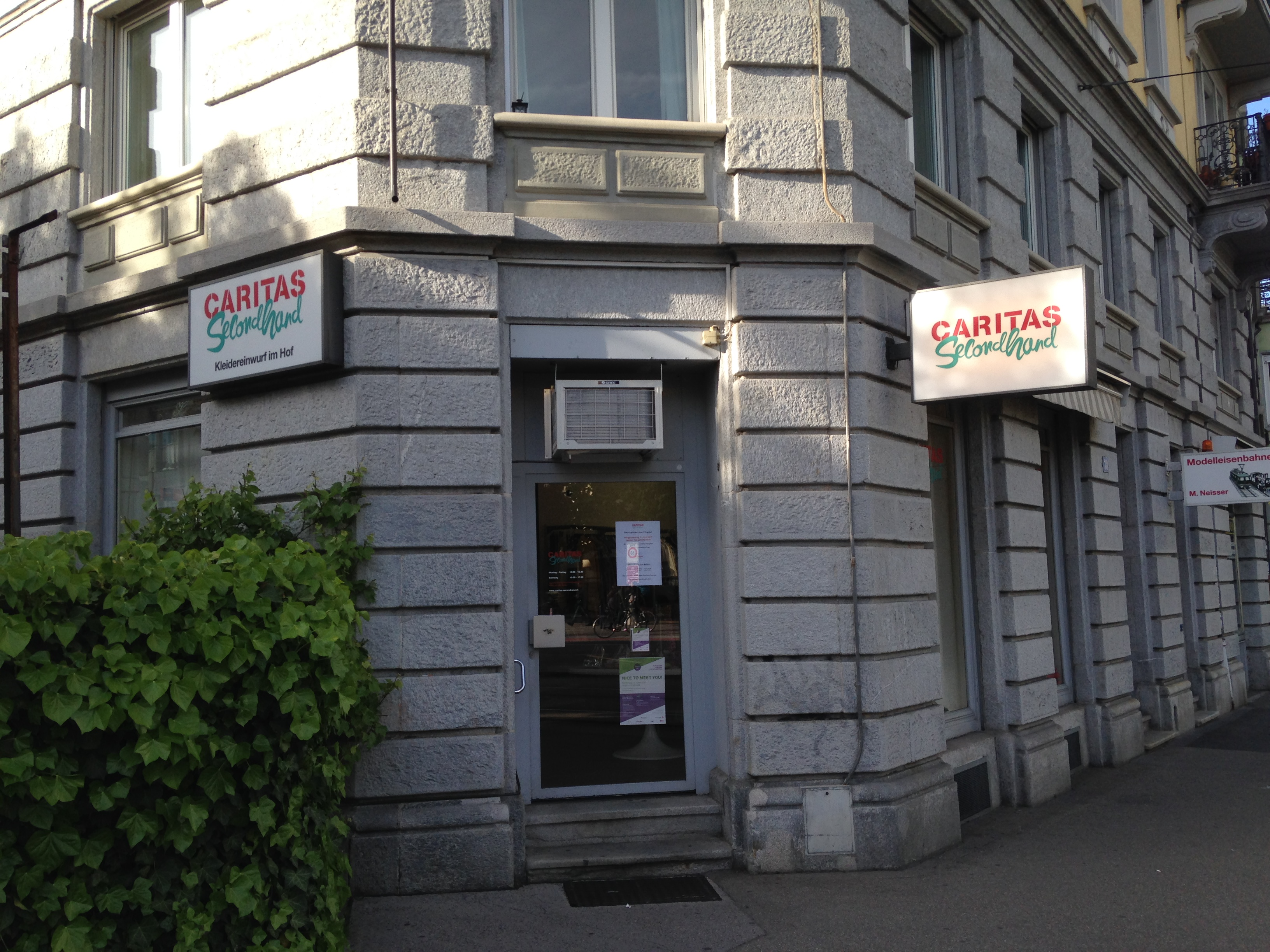
Boutique d'occasions de Caritas Zurich.
- Vidéo présentant un projet d'accompagnement social de Caritas Coimbra, l'une des structures diocésaines de Caritas Portugal.
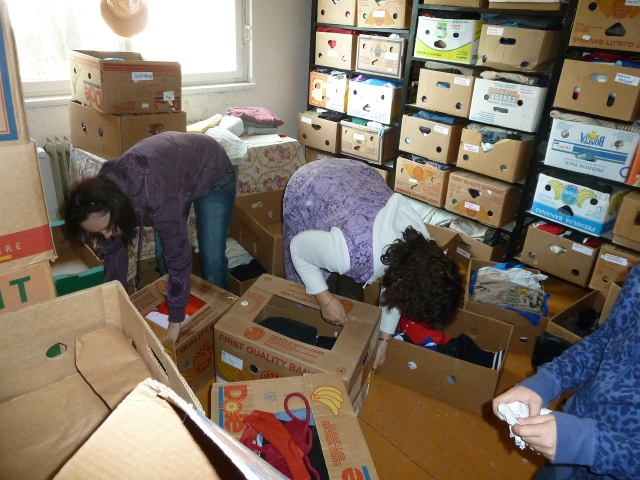
Des bénévoles d'une Caritas diocésaine tchèque arrangent la garde-robe d'occasion.
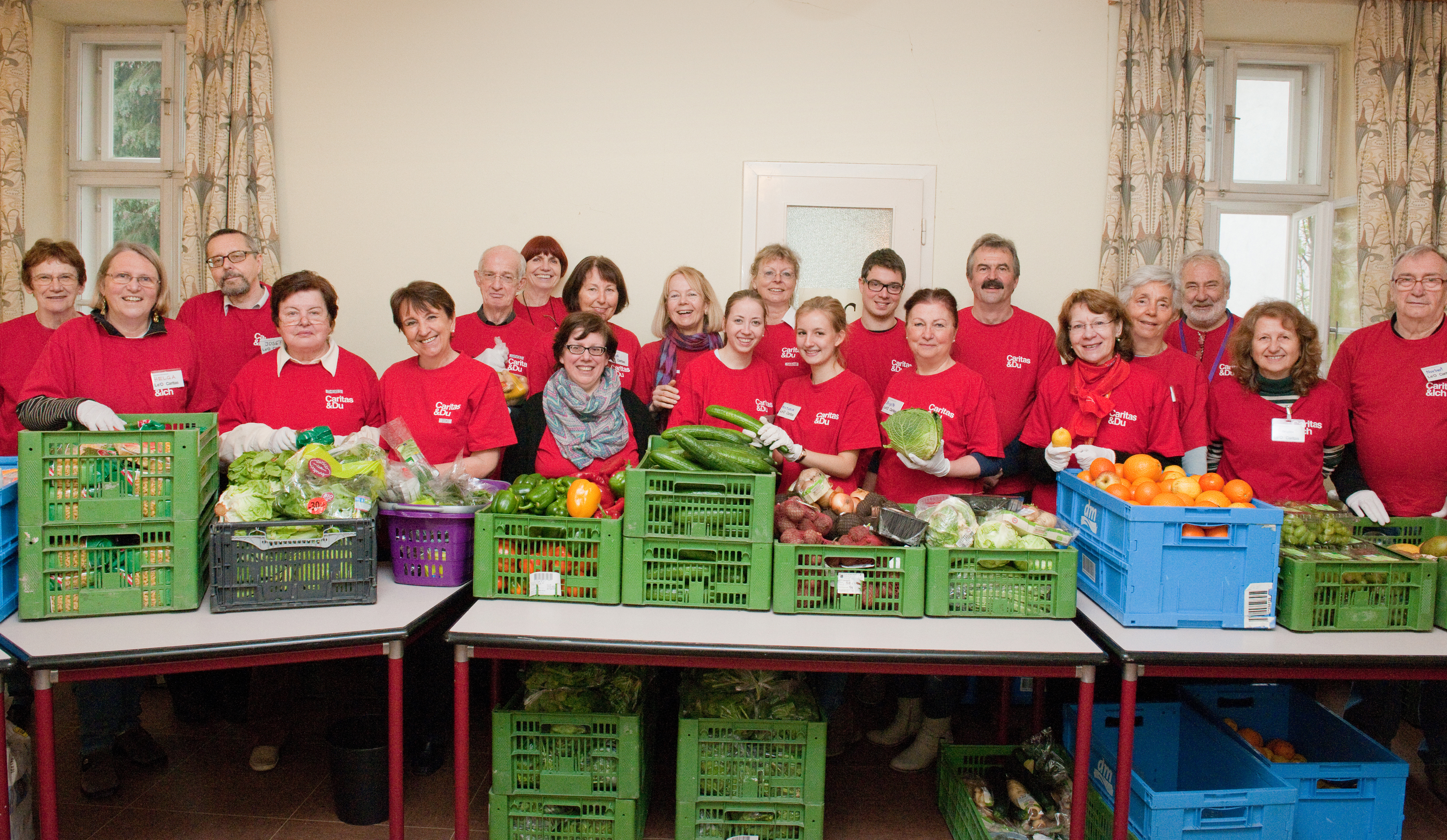
Volontaires de Caritas Vienne avec des produits alimentaires frais.
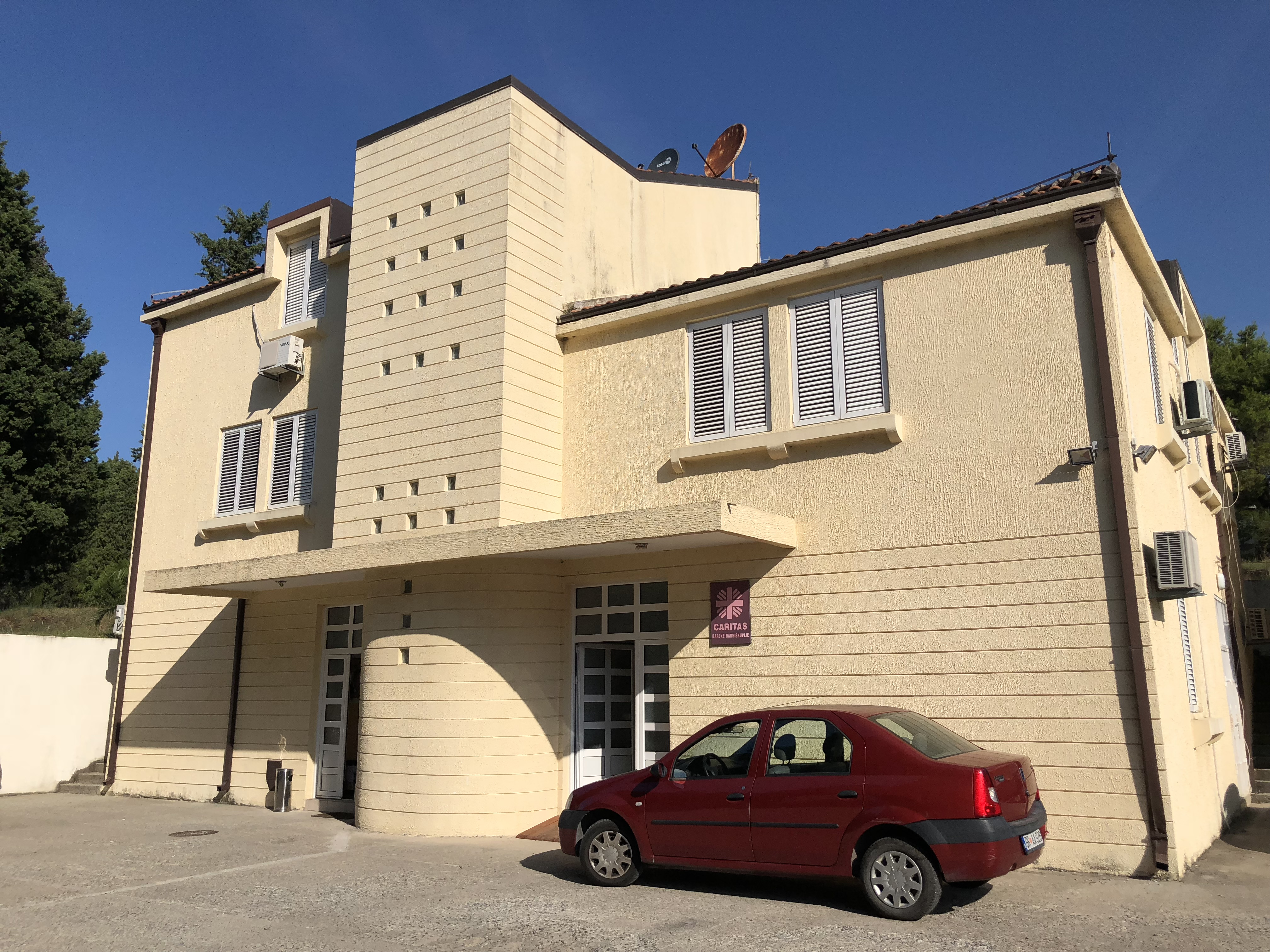
Maison d'hôtes de Caritas Bar.

## Littérature
- (en) Moved With Compassion - The History of Caritas Europa - Festschrift on the Occasion of the 25th Anniversary of Caritas Europa's Statutes 1993-2018, Jorge Nuño Mayer, 2018, 348 p. (ISBN 978-972-9008-55-9).